# 㽏井溝無銘闕
㽏井溝無銘闕位於重庆市忠县忠州街道白公祠内，原在㽏井乡㽏井溪東岸。當地人稱為「寶塔子」。

## 历史
左闕無存，現存右闕。此闕未見著錄。1958年，四川省博物館與重度市博物館在進行長江三峽水庫考古調查時對此闕進行了科學考察。1987年8月，無銘闕被颶風颳倒，在維修過程中，從闕基與闕身結合部，意外發現了數枚壓基錢，從錢文和重量上看，應為東漢光武帝時所鑄五銖，因此，無銘闕可定為始建於東漢。
1961年7月13日公佈為四川省第二批歷史及革命文物保護單位。1980年7月7日重新公佈為四川省第一批文物保護單位。2000年9月7日列為第一批重慶市文物保護單位。2001年6月25日列為第五批全國重點文物保護單位。